# Mira Lesmana
Mira Lesmanawati, comunemente chiamata Mira Lesmana (Giacarta, 8 agosto 1964), è una produttrice cinematografica, sceneggiatrice e regista indonesiana.

## Biografia
Mira Lesmana si è diplomata al Jakarta Arts Institute.

Inizia la sua carriera collaborando alla produzione di spot pubblicitari. Nel 1996 fonda una casa di produzione cinematografica (Productions Miles), con la quale produrrà alcuni film di successo come Ada Apa Dengan Cinta?.

La sua breve esperienza come regista, si racchiude nel film Kuldesak del 1999. Ha inoltre collaborato in alcuni film con il connazionale regista Riri Riza.
Mira è la sorella maggiore della musicista Indra Lesmana. Attualmente è sposata con l'attore indonesiano Mathias Muchus.

## Filmografia

### Regista
- Petualangan Sherina (2000)
- Ada apa dengan cinta? (2002)
- Eliana, Eliana (2002)
- Rumah ketujuh (2003)
- The Year of Living Vicariously (2005)
- Gie (2005)
- Untuk Rena (2005)
- Garasi (2006)
- 3 hari untuk selamanya (2007)
- Laskar pelangi (2008)
- Babi buta yang ingin terbang (2008)
- Drupadi (2008)
- Sang pemimpi (2008)
- Drupadi (2008)

### Sceneggiatrice
- Laskar pelangi (2008)
- Sang pemimpi (2009)

### Regista
- Kuldesak (1999)